# Большереченський район
Большереченський район (рос. Большереченский район) — адміністративний район в складі Омській області, Росія. 
Адміністративний центр — смт Большеріччя.

## Адміністративний устрій
- Большереченське сільське поселення
- Євгащинське сільське поселення
- Інгалинське сільське поселення
- Красноярське сільське поселення
- Курносовське сільське поселення
- Могільно-Посельське сільське поселення
- Почекуєвське сільське поселення
- Старокарасуцьке сільське поселення
- Такмицьке сільське поселення
- Уленкульське сільське поселення
- Чебаклинське сільське поселення
- Шипіцинське сільське поселення